# Ray Bourbon
Ray (o Rae) Bourbon (c.1892 - 19 de julio de 1971) fue el nombre artístico de un transformista y cantante cómico conocido por sus "atrevidos" monólogos. Actuó principalmente en cabarets, obteniendo gran seguimiento en los años 1930 y 1940, y publicó varios elepés durante los años 1950. Murió mientras se encontraba en prisión, después de ser condenado como cómplice de asesinato.

## Primeros años
Se disputan muchos detalles de su vida, pero se cree que su nombre de nacimiento era Hal Wadell (o Waddell), o Ramón Ícarez, y que nació en Texas. Decía hacer nacido el 11 de agosto de 1902, pero según fuentes del FBI admitió que su nacimiento fue en realidad en 1892. En una solicitud de 1937 para una tarjeta de la Seguridad Social, dio su nombre de nacimiento como Hal Wadell, pero en diversos momentos de su vida declaró ser hijo ilegítimo de un congresista de Texas, o el "último de los Habsburgo Borbón" cuya madre había viajado a los Estados Unidos poco antes de su nacimiento. Un amigo declaró: "En lo que respecta a Ray, simplemente, nunca supimos qué era real y qué no."
Dijo haber ido a la escuela en Londres, y haber actuado por primera vez sobre el escenario allí en 1913. Regresó a los Estados Unidos alrededor de 1917 y, según el FBI, se casó y tuvo un hijo. Bourbon afirmó haber sido un doble para escenas de riesgo de actrices de cine, y un actor sin acreditar en varias películas mudas, especialmente la protagonizada por Rodolfo Valentino Sangre y Arena en 1922. Utilizando el nombre Ramón Ícarez, puede haber aparecido como bailarín en la inauguración del Los Ángeles Coliseum en 1923. También actuó en el vodevil en un acto doble con Bert Sherry, y recorrió Estados Unidos e Inglaterra. En 1929 trabajó en otro acto doble, Scotch and Bourbon, y en 1931 (como Señora Rae Bourbon) modeló vestidos femeninos en unos grandes almacenes en Bakersfield, California. Después de recibir una herencia importante, escribió una novela, Hookers, publicada bajo el seudónimo de Richard F. Mann.

## Transformista
Para 1932 trabajaba exclusivamente como imitador femenino, encabezando "el primer pansy show de San Francisco", Boys Will Be Girls, en 1933 en el Tait's  Cafe. Se hizo famoso por sus canciones escandalosas, y fue más tarde descrito como "un profesional vulgar, que no debe ser confundido con el glamour drag." En los años 1930 y 1940 apareció en centenares de clubes nocturnos gays por todo Estados Unidos, especialmente en San Francisco, Los Ángeles y Miami Beach. Actuaba con material propio, o canciones especialmente escritas para él como "Mr Wong Has Got The Biggest Tong In China", y ocasionalmente publicó grabaciones, como Hilarity From Hollywood (c.1945). Sus músicos en escena incluyeron a Chet Forrest y Bart Howard. Su espectáculo D'ont Call Me  Madam: A Midnight Revue in Time en el Carnegie Hall de Nueva York agotó todas las entradas. En 1944, fue contratado por Mae West para actuar en su producción de Broadway Catherine Was Great, y en su espectáculo Diamond Lil que estuvo de gira hasta 1950.

## Últimos años
A principios de los años 1950 se enfrentó cada vez más al enjuiciamiento, así como la disminución de las ventas de sus grabaciones, y sus espectáculos eran demasiado arriesgados para una audiencia convencional. Lanzó una serie de álbumes de monólogos en el sello UTC ("Under the Counter"), que estaban disponibles a la venta en sus actuaciones y por catálogo. En Los Ángeles, fue arrestado bajo el cargo de "hacerse pasar por una mujer", y las autoridades cerraron el club en que actuaba por "presentar una actuación indecente." Después de otro arresto en Nueva Orleans en 1956, aseguró haberse sometido a una operación de "cambio de sexo" en México. Esto probablemente no era cierto, solo un truco publicitario aprovechando el revuelo causado por el caso de Christine Jorgensen; de hecho, en realidad, se sometió a una operación para extirpar un cáncer. Sin embargo, utilizó la reclamación en su material y publicidad, lanzando un álbum titulado Let Me Tell You About My Operation, e insistiendo después en ser anunciado como Rae (no Ray) Bourbon.

## Procesamiento y muerte
En diciembre de 1968 fue acusado de ser cómplice en un asesinato. Viajaba entre actuaciones en un viejo automóvil tirando de un remolque que contenía unos 70 perros mascota; después del coche estropearse, confió su cuidado al dueño de una perrera en Texas, A. D. Blount. Cuando Bourbon no pudo pagar su mantenimiento, Blount se deshizo de los perros, probablemente dándolos a un refugio animal o centro de investigación. Bourbon se convenció de que los perros habían sido muertos, y contrató a dos hombres, Bobby Eugene Chrisco y Randall Craneto, para que le pegaran una paliza a Blount. Blount se defendió de la agresión y recibió un disparo en el pecho, falleciendo como resultado. Bourbon fue arrestado 10 días más tarde. Se declaró inocente, pero fue condenado con los dos hombres y sentenciado a 99 años de prisión. Bourbon murió en el hospital en Brownwood, Texas, mientras cumplía su pena de cárcel en 1971.